# Lac d'Ägeri
Le lac d'Ägeri (en allemand Ägerisee) est un lac de Suisse, dans le canton de Zoug, dans le bassin hydrologique de la Reuss, donc du Rhin, par l'Aar.

## Situation
Situé dans le canton de Zoug, son principal affluent est le Hüribach et son émissaire est la Lorze. Les villages d'Oberägeri et d'Unterägeri se trouvent sur les rives du lac.

## Histoire
La première mention du lac d'Aegeri date de 1315, lors de la bataille de Morgarten qui se déroule sur ses rives.
Dès le Xe siècle, l'abbaye d'Einsiedeln impose un droit de pêche sur le lac, repris par la suite par l'abbaye du Fraumünster. L'abbaye du Fraumünster percevait un cens en « rougets » (truite rouge), passé, après la Réforme et jusqu'en 1838, à la caisse zurichoise des anciens couvents. Cet impot ne sera révoqué qu'en 1431 lorsqu'une charte indique que les habitants de la vallée peuvent librement disposer du lac.
En 1661, lors d'une crue estivale importante, le Hüribach a quitté son lit et a inondé Unterägeri. Les habitants ont dû consolider les berges de manière à canaliser le ruisseau dans son ancien lit, en direction du lac d’Ägeri.
En 1798, la vallée fut divisée en deux communes, Oberägeri et Unterägeri, mais le lac, utilisé pour la pêche et le transport du bois, resta un bien commun.
En 1857, le dragage de la Lorze provoqua une baisse du niveau du lac.
En 1972, la vallée adhéra à l'association régionale d'épuration des eaux, ce qui permit d'enrayer l'eutrophisation.
Depuis 1992, le lac est utilisé comme réservoir d'eau potable.
Des croisières sont organisées régulièrement sur le lac, en particulier à bord du MS Morgarten qui a été lancé en 1919 et fait partie du service touristique de bateaux à vapeur créé en 1890.

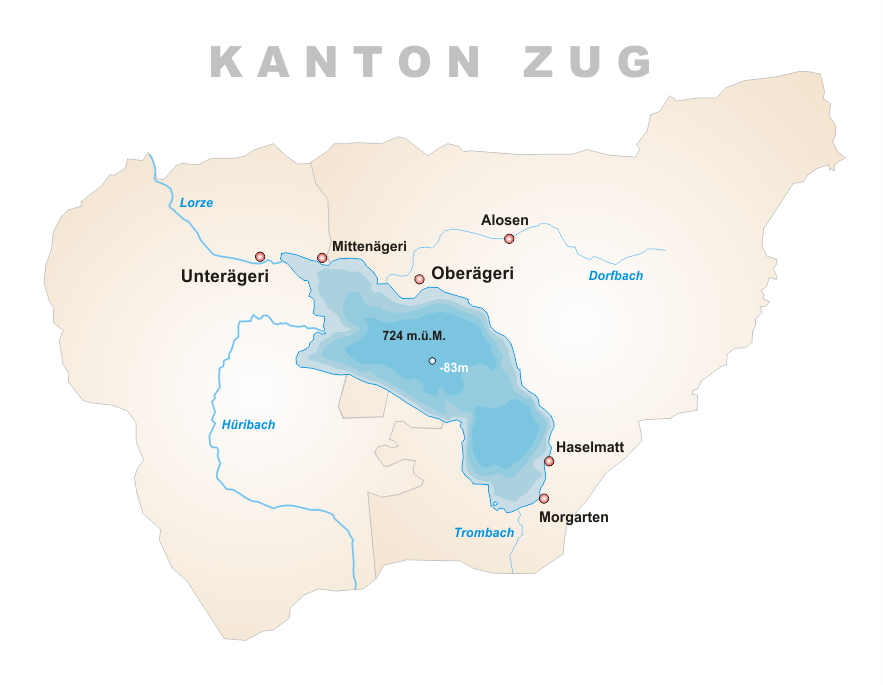
Carte du lac d'Ägeri.

## Sources
- (en) Cet article est partiellement ou en totalité issu de l’article de Wikipédia en anglais intitulé « Ägerisee » (voir la liste des auteurs).

- (de) Cet article est partiellement ou en totalité issu de l’article de Wikipédia en allemand intitulé « Ägerisee » (voir la liste des auteurs).